# Islas de Sotavento (Hawái)
Las islas de Sotavento de Hawái (en inglés: Northwestern Hawaiian Islands o Leeward Islands) son las islas, atolones, arrecifes y bancos de arena del archipiélago de Hawái situadas al noroeste de las islas de Kauai y Niʻihau.
Las islas están deshabitadas, y administradas por el estado estadounidense de Hawái excepto el atolón de Midway, que es administrado por el U.S. Fish and Wildlife Service, una oficina del Departamento del Interior de los Estados Unidos. La superficie de terreno es 8.04 km².

## Geografía
Las islas de Sotavento de Hawái, de este en oeste y el nombre hawaiano entre paréntesis, son las siguientes:
- Kaula (Kaʻula)
- Nihoa (Moku Manu)
- Isla Necker (Mokumanamana)
- French Frigate Shoals (Mokupāpapa)
- Gardner Pinnacles (Pūhāhonu)
- Arrecife Maro (Nalukakala)
- Laysan (Kauō)
- Lisianski (Papaʻāpoho)
- Pearl y Hermes (Holoikauaua)
- Islas Midway (Pihemanu)
- Atolón Kure (Kānemilohaʻi)

Las islas de Sotavento se formaron sobre el mismo punto caliente volcánico que ha formado las islas de Barlovento o islas mayores de Hawái. Al desplazarse la placa del Pacífico hacia el norte y noroeste sobre el punto caliente de la corteza terrestre, las erupciones volcánicas fueron formando las islas. Las tierras aisladas se fueron erosionando y hundiendo gradualmente, convirtiéndose en islotes, atolones, arrecifes o bancos de arena.

## Historia
En las islas más próximas a las islas mayores de barlovento, a Necker y Nihoa, hay algunos signos de presencia polinesia, pero se cree que en ninguna de las islas existió una población permanente. Los nombres tradicionales hawaianos son Mokuakamohoaliʻi, Hanakaieie, Hanakeaumoe y Ununui, pero no se ha identificado a qué islas corresponden los nombres. Los otros nombres hawaianos son modernos.
A pesar de su aislamiento, la presencia humana ha tenido un gran impacto. Durante los primeros años del siglo XX se mataron centenares de miles de aves para abastecer al mercado de sombreros de plumas; en Laysan se explotaron los depósitos de guano, y Midway fue ocupado por miles de militares que mantuvieron unas batallas decisivas en la Segunda Guerra Mundial.
En 1909, el presidente Theodore Roosevelt declaró a la mayoría de islas como reserva natural para proteger las aves. En 2000, el presidente Bill Clinton creó la reserva de la Northwestern Hawaiian Islands Coral Reef Ecosystem Reserve para preservar los arrecifes de coral. Actualmente existe una propuesta para extender la reserva de forma tal que abarque también el mar.
Actualmente hay bases permanentes de investigadores científicos en Midway, French Frigate Shoals y Laysan. No está permitida la visita de las islas excepto para trabajos científicos y de conservación. La protección de las islas recae en tres oficinas: el U.S. Fish and Wildlife Service (del Departamento de Interior), la National Oceanic and Atmospheric Administration (del Departamento de Comercio) y el Department of Land and Natural Resources (del estado de Hawái).